# Quadriphonie

Label distinctif des médias enregistrés en quadriphonie.

La quadriphonie, aussi appelée tétraphonie, est une technique d'ingénierie du son qui permet la restitution des musiques et effets sonores avec une impression d'espace accentuée, grâce à l'usage de quatre voies indépendantes : avant-droite, avant-gauche, arrière-droite et arrière-gauche.

## Définition

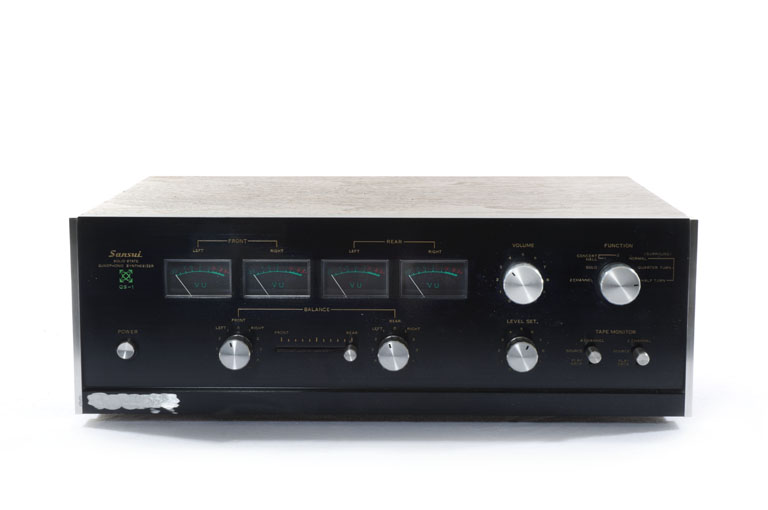
Un encodeur 4 canaux Sansui QS-1 (1970).

La quadriphonie est une technique d'enregistrement sonore et/ou de mixage et de diffusion permettant de restituer le son sur quatre voies indépendantes afin d'améliorer l'impression d'espace et de profondeur par rapport à la stéréophonie. Aux deux voies avant-gauche et avant-droite traditionnelles de la stéréophonie sont ajoutées deux voies stéréophoniques arrières, basées sur le même principe de distinction gauche-droite (Front LR, Rear LR).
La quadriphonie est ultérieurement appelée stéréo 4.0. C'est l'un des premiers format dits « Surround » . Elle a été un échec commercial en raison de nombreux problèmes techniques, notamment de l'existence de formats concurrents et du surcoût pour le consommateur. Les techniques utilisées pour la quadriphonie ont inspiré le premier format Dolby Surround, le 4-2-4 LtRt.
Afin de bénéficier de l'effet spatial, l'utilisateur doit disposer d'un matériel apte à restituer correctement les quatre canaux, ainsi que de quatre haut-parleurs correctement disposés.

## Formats
Il existe différentes méthodes pour obtenir un rendu quadriphonique. Pour les distinguer, il est convenu d'utiliser une annotation chiffrée. Le nombre de voies utilisées lors de chacune des étapes du procédé est inscrit selon l'ordre : « source-support-restitution ».
Tous les systèmes destinés aux disques microsillons ont pour défaut, à la reproduction, une importante diaphonie dans les médiums entre les canaux.

### Formats discrets dits «4-4-4»
Les formats discrets dits « 4-4-4 » utilisent quatre pistes distinctes.
- Q4 / Quadraphonic Reel to Reel (1969) : introduit par Vanguard Records (sur support magnétique).
- Quad-8 (Q8) / Quadraphonic 8-Track (1970) : introduit par Ampex et RCA (sur support magnétique).
- CD-4 (Compatible Discrete 4) / Quadradisc (1972) : introduit par JVC, il utilise une porteuse ultrasonique comprise entre 30 et 40 kHz. Il faut un diamant de taille spéciale dit shibata pour lire cette porteuse (sur support vinyle).
- UD-4 / UMX / BMX (1973) : introduit par Nippon/Columbia (Denon) (sur support vinyle).

### Formats matriciels dits « 4-2-4 »
Les formats matriciels sont dits « 4-2-4 » : certains sont à l'origine du LtRt de Dolby.
- QS Regular Matrix (1970) : introduit par Sansui (sur support vinyle).
- EV / Stereo-4 (1970) : introduit par L. Feldman, J. Fixler et Electro-Voice (sur support vinyle).
- SQ / Stereo Quadraphonic (1971) : introduit par CBS (sur support vinyle).

### Formats dérivés dits «2-2-4»
Les formats dérivés, dits « 2-2-4 », simulent quatre canaux par un traitement électronique.
- DY / Dynaquad (1969) : introduit par Dynaco.
- Circuit Hafler (1969) : introduit par David Hafler.

### Formats de diffusion radio
- Universal SQ (1976), introduit par Ben Bauer.
- Matrix H (1977), introduit par la BBC.

La première diffusion radio en quadriphonie fut réalisée en 1969 avec la retransmission du Boston Symphony Ochestra par deux stations FM locales. Chaque station diffusait en stéréo, l'une le paysage sonore avant et l'autre l'arrière. L'auditeur devait disposer de deux récepteurs radio pour correctement restituer l'effet quadriphonique.

## En concert
Le groupe de rock Pink Floyd a été le premier à jouer, en 1967, au cours du concert intitulé Games for May tenu au Queen Elizabeth Hall de Londres, avec un système quadriphonique fait maison. L'appareil servant à contrôler les différentes enceintes, l'Azimuth Co-ordinator, est actuellement exposé au Victoria and Albert Museum de Londres.